# Pentatòmids
Els pentatòmids (Pentatomidae) són una família d'hemípter heteròpters de l'infraordre Pentatomomorpha. Són els bernats pudents típics, per bé que hi ha altres famílies que reben també aquest nom comú.
El nom Pentatomidae prové del grec antic i significa "cinc seccions" en referència als cinc segments de llurs antenes.

## Característiques

Morfologia dels pentatòmidsA, Cap. B, Tòrax. C, Abdomen.
1, Cap. 2, Antena. 3, Ull. 4, Pronot. 5, Escutel. 6, Marge inferior de l'ala. 6, 7, 8, Hemielitre. 9, Secció membranosa de l'ala. 10, Segments abdominals. 11, Ungles tarsals. 12, Segments tarsals. 13, Tíbia, 14, Fèmur.

Són xinxes de mida mitjana de prop de 10 mm. Tenen forma d'escut i mentre alguns són verds o bruns i es camuflen entre les plantes, d'altres tenen colors vius.
El nom "bernat pudent" prové del fet que aquests insectes poden emetre un líquid que fa fortor quan són destorbats, aquest líquid conté una certa proporció de cianur. Molts bernats pudents es consideren perjudicials per a l'agricultura, i alguns són resistents als pesticides.
Als llocs freds, els bernats pudents hibernen durant els mesos de l'hivern.

## Subfamilies
- Aphylinae
- Asopinae
- Cyrtocorinae
- Discocephalinae
- Edessinae
- Pentatominae
- Phyllocephalinae
- Podopinae
- Serbaninae
- Stirotarsinae

## Galeria

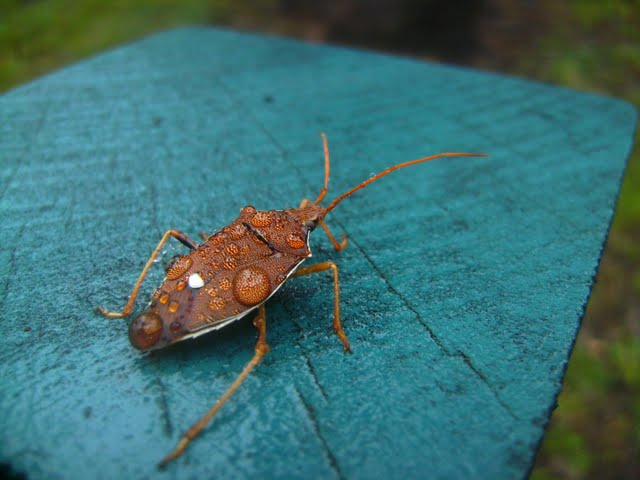
El bernat pudent Poecilometis eximius amb rosada matinal
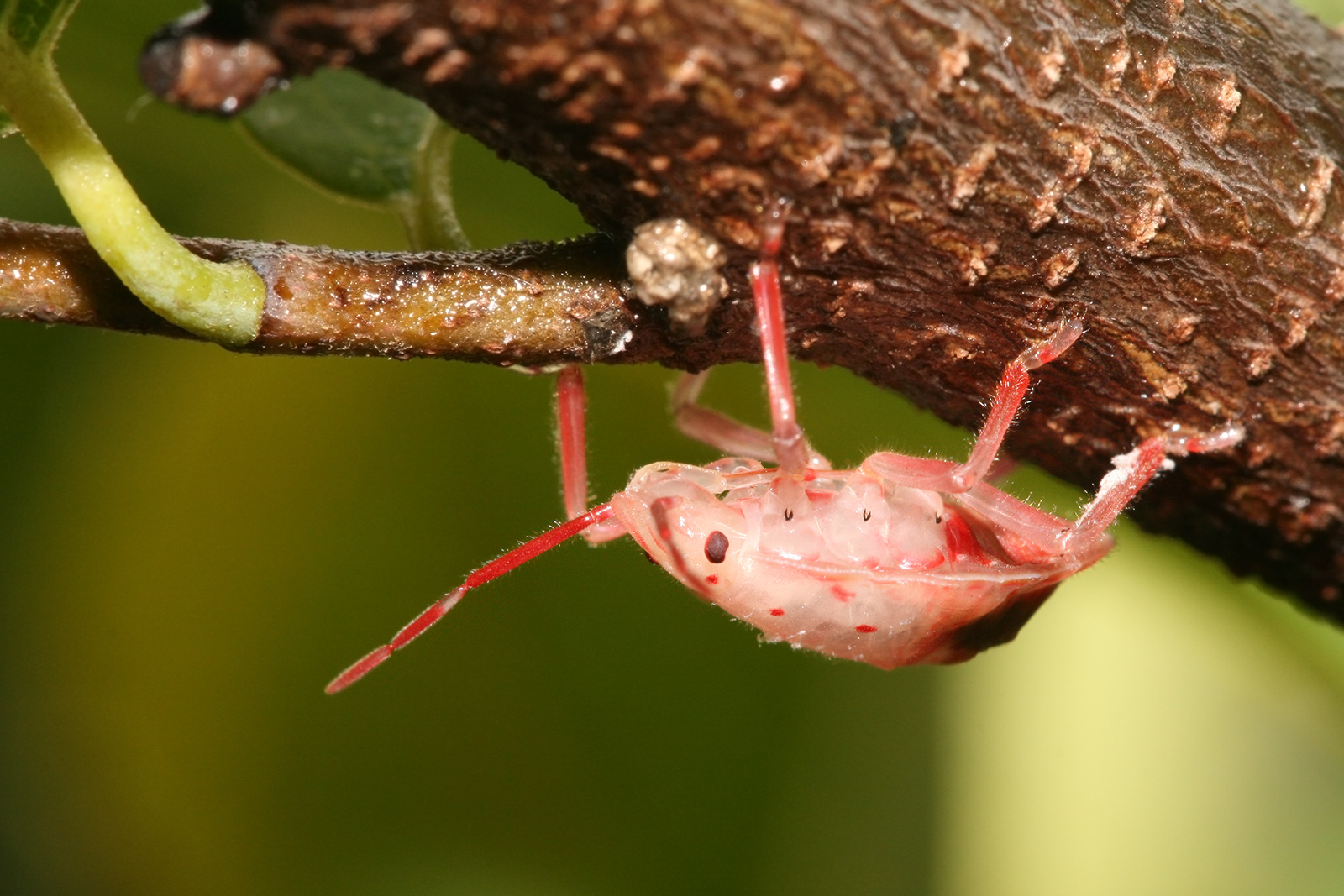
Nimfa d'una espècie de la tribu Halyini.
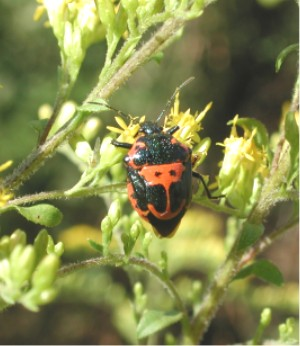
Stiretrus anchorago, bernat pudent no perjudicial
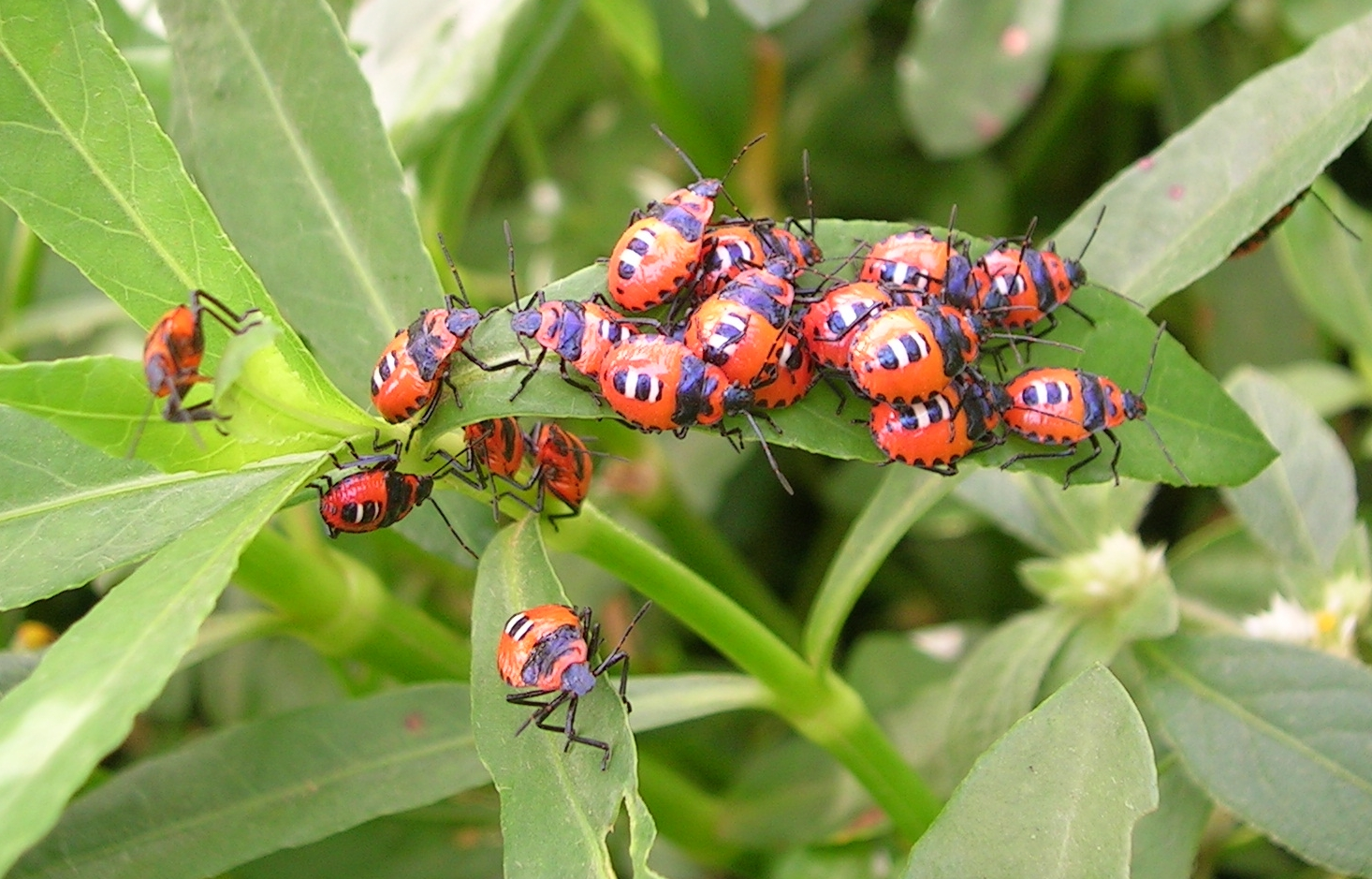
Nimfes de pentatòmids
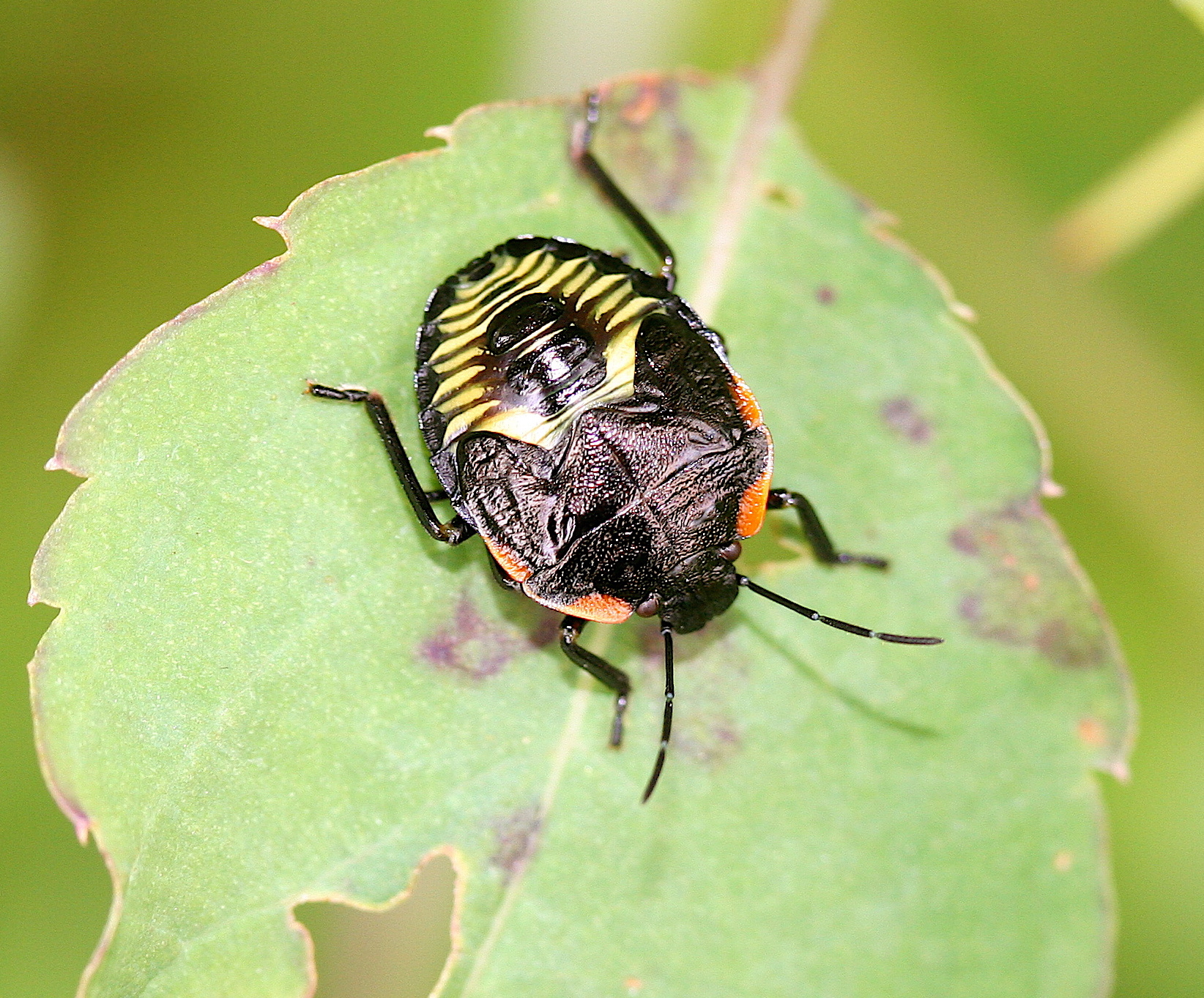
Una nimfa de pentatòmid
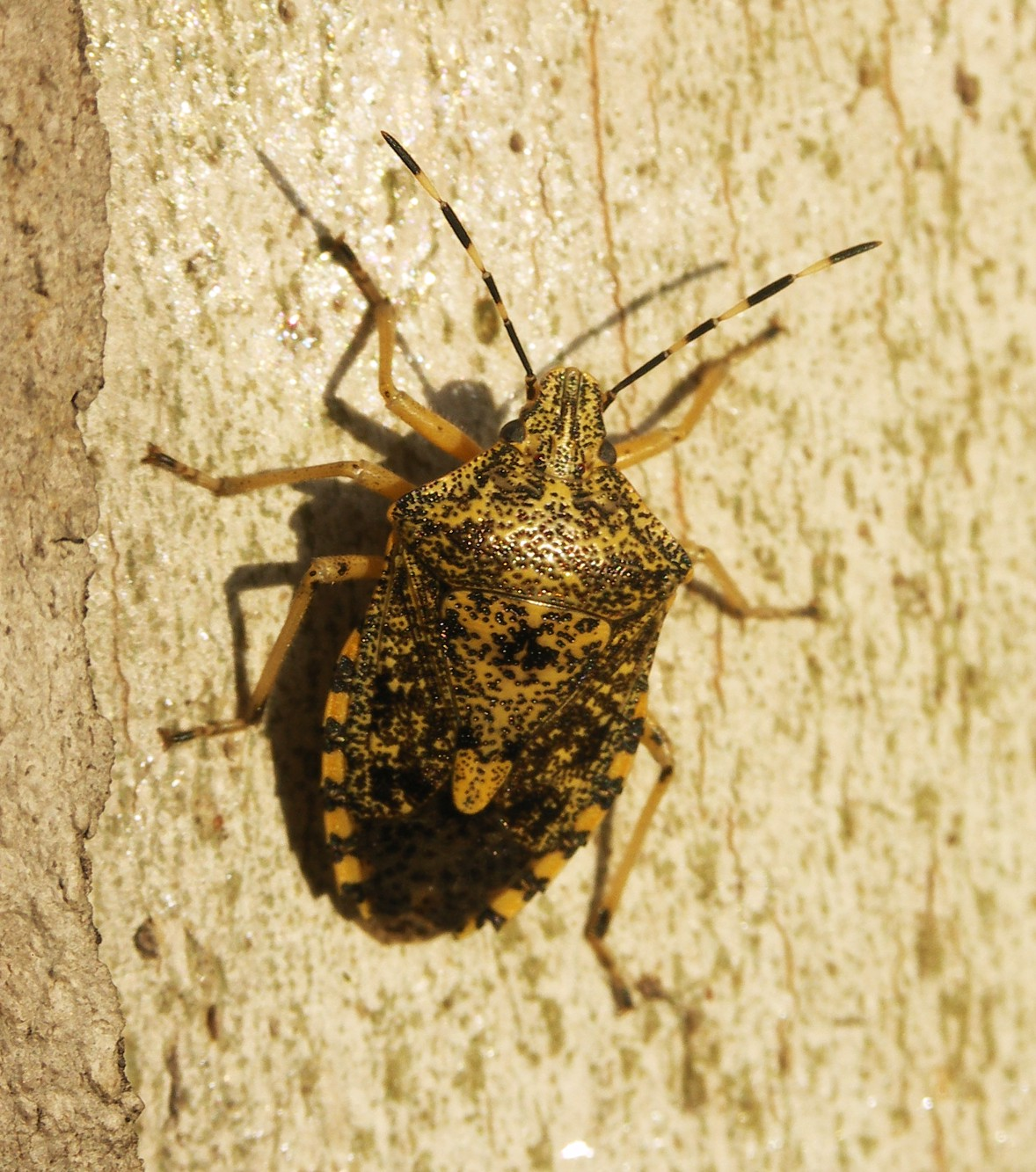
Possiblement Rhaphigaster nebulosa
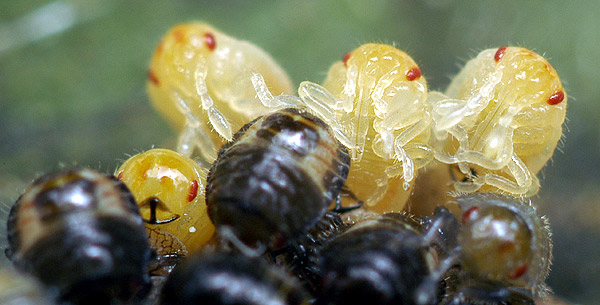
Bernats pudents durant l'eclosió
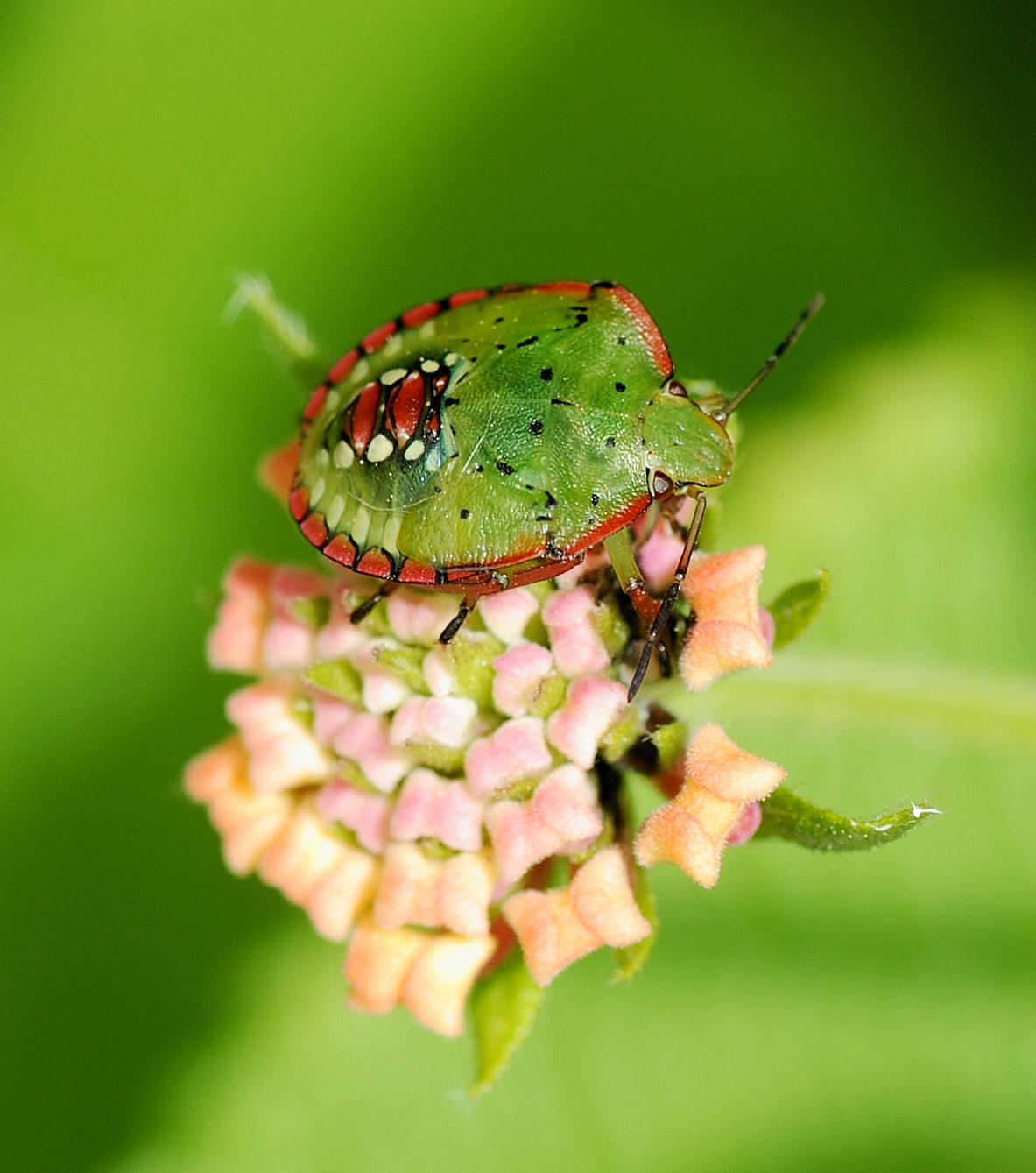
Nimfa de Nezara viridula
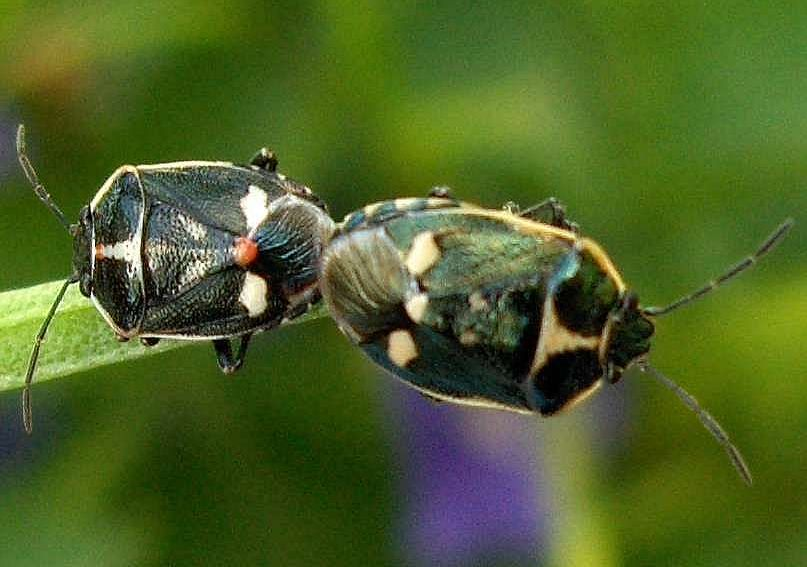
Eurydema oleracea
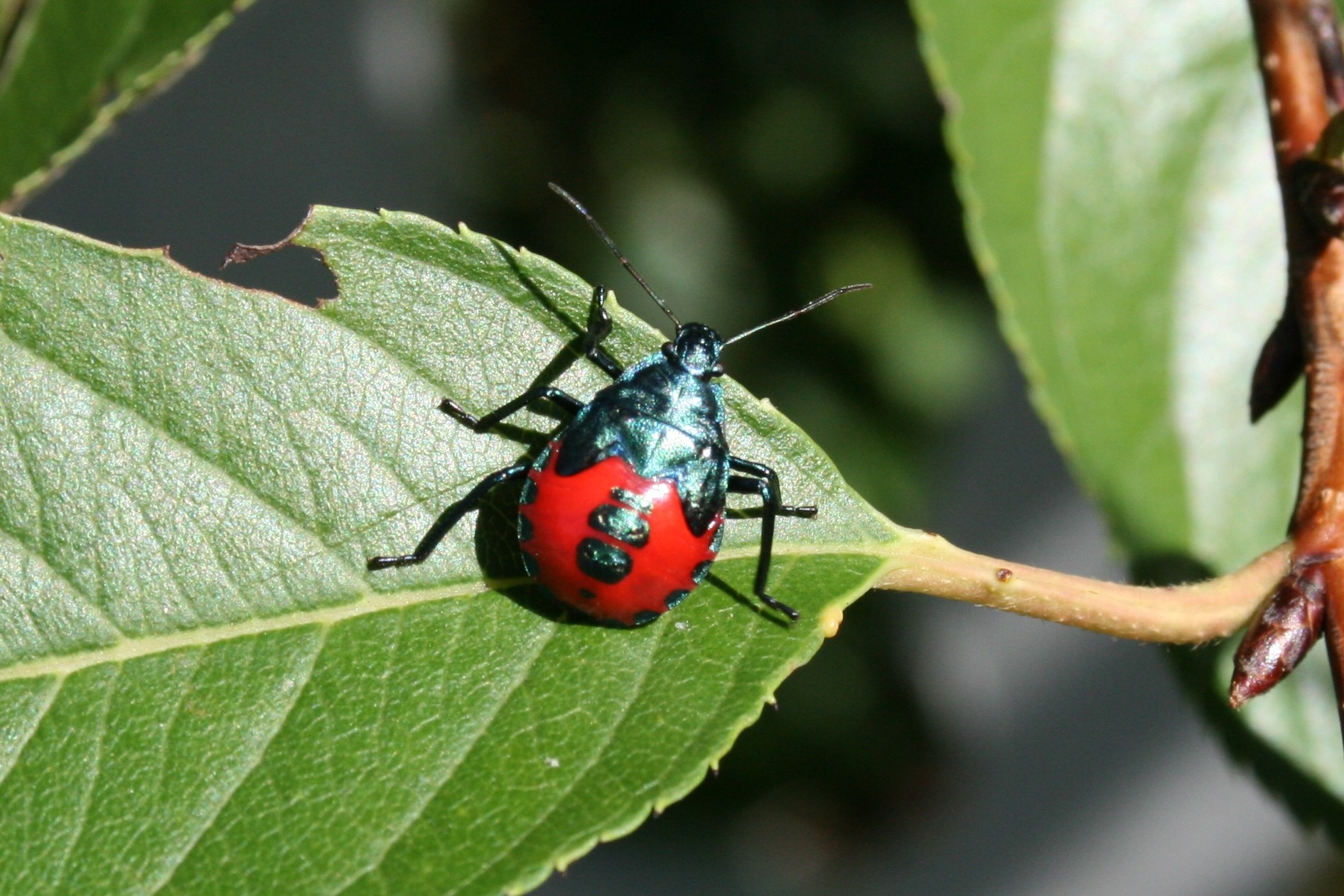
Un bernat pudent de Florida (Euthyrhynchus floridanus)
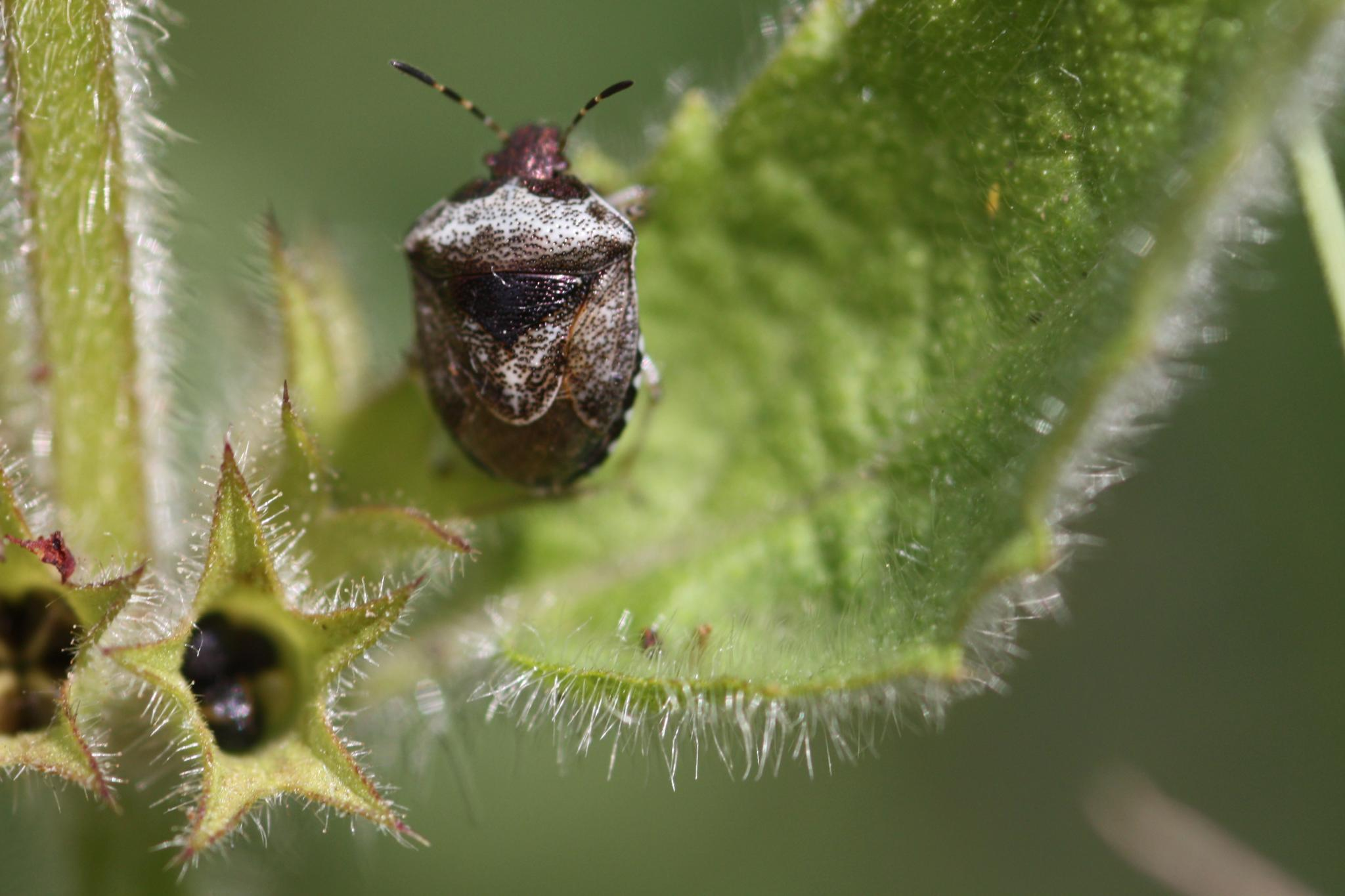
Bernat pudent (Eysacoris fabricii)
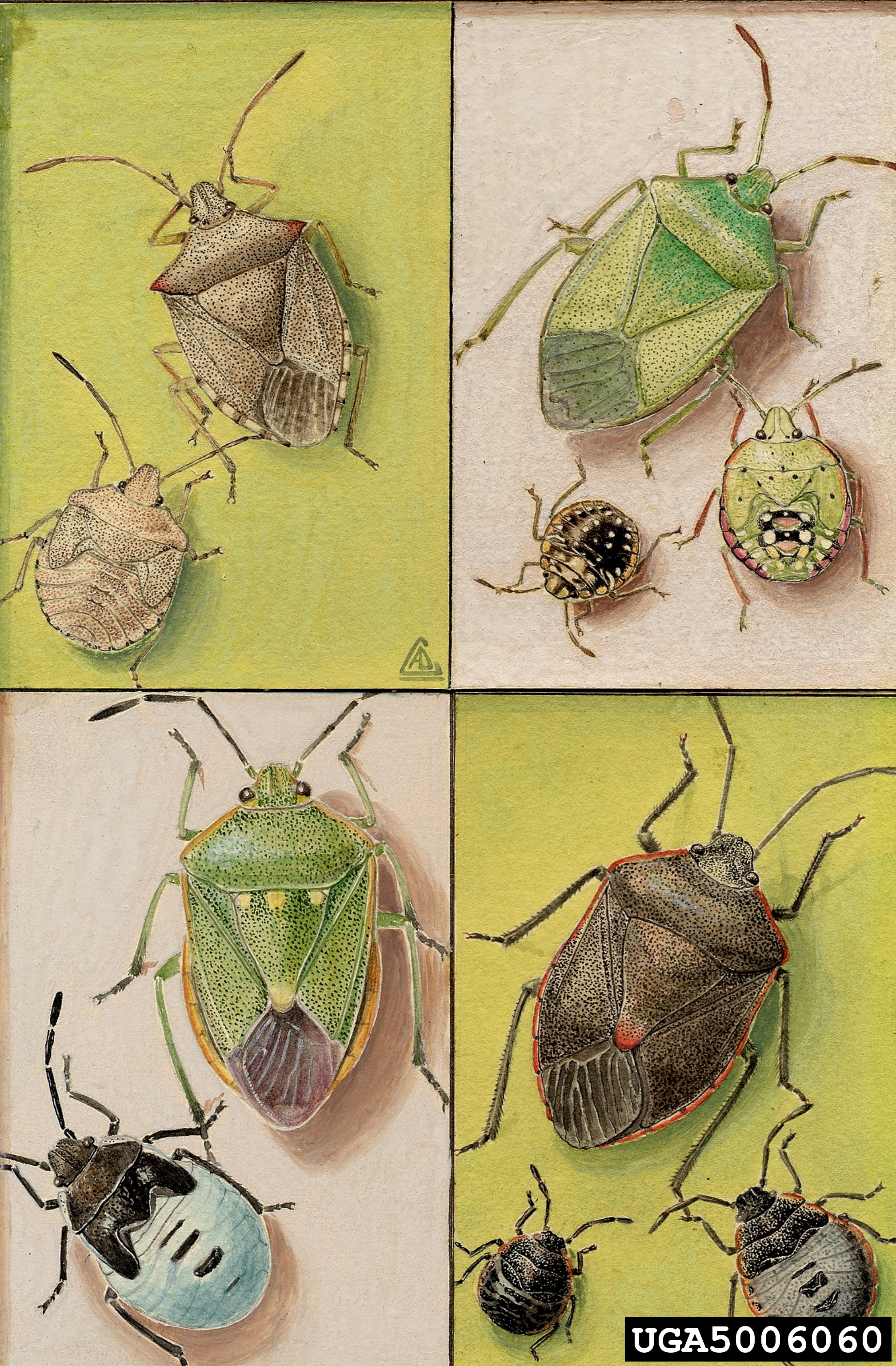
Alguns bernats pudents amb llurs nimfes